# 自己奉仕バイアス
自己奉仕バイアス（じこほうしバイアス、英: Self-serving bias）は、成功を当人の内面的または個人的要因に帰属させ、失敗を制御不能な状況的要因に帰属させることである。
自己奉仕バイアスは、成功は自分の手柄とするのに失敗の責任を取らない人間の一般的傾向を表している。それはまた、曖昧な情報を都合の良いように解釈しようとする傾向として現れるとも言える。自己奉仕バイアスは自己高揚バイアス（Lake Wobegon effect）とも関連する。自己高揚バイアスは、個人がその自尊心の拠り所となっている分野で平均以上だと信じているために生じるバイアスである。例えば、自動車を運転する人の多くは、自分が平均以上にうまい運転をすると思っている。
この用語は、成功または失敗によって生じた賞賛または非難において、バイアスのかかった原因推定のパターンを説明するのに使われることが多い。例えば、試験の成績が良かった生徒は「僕は頭がいいし、よく勉強したから5をとれた」と言い、成績が悪かった生徒は「先生は僕のことが嫌いだから1をつけたんだ」と言うかもしれない。自身の失敗について外部要因を戦略的に集めようとする（そして、その後の非難をかわそうとする）ことをセルフ・ハンディキャッピングとも呼ぶ。
自己奉仕バイアスの別の例は、職場でも見受けられる。重大な業務上の災害の被害者は、その原因を外的要因に帰する傾向があるのに対して、その同僚や管理職は被害者自身の行動に帰する傾向がある。
自己奉仕バイアスの発生理由はいくつかの説明が提案されている。その1つは、動機から説明しようとするもので、人々は自尊心を保つため、自身を心地よくするような原因の説明を作成しようとする。もう1つは他人からどう見られているかを制御しようとする戦略から説明するもので、他人は個人の利己的な発言の内容を信じないかもしれないが、それでも人は好意的な印象を与えようとして発言する。また、記憶の基本的機構から説明しようとする考え方もあり、成功の原因に関する記憶は外的なものよりも内的なものに偏っていると考えられる。
この問題は A.V. Dicey にも認識されていた。彼の Lectures on the Relation Between the Law and Public Opinion in England に次のような一節がある。
| 「 | A man's interest gives a bias to his judgment far oftener than it corrupts his heart... He overestimates and keeps constantly before his mind the strength of the arguments in favour of, and underestimates, or never considers at all, the force of the arguments against. | 」 |

（訳） 人の興味は、その心を堕落させるよりも判断にバイアスを与えることが多い… 人は自説を補強する証拠は過大評価して保持し、反対の証拠は過小評価するか全く顧みない。
交渉において双方が自分側に都合の良いように事実を解釈すると、自己奉仕バイアスによって問題が発生することがある。このような場合、一方の側はもう一方がはったりをかけているか、妥当な和解をするつもりがないと考え、相手側が悪いと断じて交渉を打ち切ることになるかもしれない。
この仮説を裏付ける実験結果が多数存在する。ある実験では、損害額が約10万ドルの自動車事故を想定して被験者を原告と被告に分け、損害賠償額をそれぞれ見積もらせた。原告側の損害賠償額の予測は被告側よりも平均で14,500ドル高かった。原告側の平均の請求額は被告の予測より17,700ドル高かった。その後、両者で協議したとき、一定時間内で合意に達する割合と両者の想定額の差異には強い相関が見られた。この実験では、1万ドルを実際の1ドル相当として現金を使って行われ、合意に達しなかった場合は第三者が裁定し、両者が高価な法廷費用と弁護士費用を支払う必要があるとされていた。
集団レベルで働く同様のバイアスを集団奉仕バイアスと呼ぶ。